# Gmina Bosanski Petrovac
Gmina Bosanski Petrovac (boś. Općina Bosanski Petrovac) – gmina w Bośni i Hercegowinie, w kantonie uńsko-sańskim. W 2013 roku liczyła 7328 mieszkańców.